# Iichirō Hatoyama
Pour les articles homonymes, voir Hatoyama.
Iichirō Hatoyama (鳩山 威一郎, Hatoyama Iichirō), né le 11 novembre 1918 à Tokyo et décédé dans la même ville le 20 décembre 1993, était un homme politique japonais, surtout connu pour avoir été ministre des Affaires étrangères dans le gouvernement de Takeo Fukuda du 24 décembre 1976 au 28 novembre 1977.

## Une dynastie politique
Iichirō Hatoyama est issu de la troisième génération d'une famille présente sur le devant de la scène politique japonaise depuis la fin du XIXe siècle. Son grand-père paternel, Kazuo Hatoyama, un ancien samouraï diplômé de Yale, fut président de la Chambre des représentants, la chambre basse de la Diète impériale, de 1896 à 1897 et principal de l'université Waseda de 1890 à 1907. Son père, Ichirō Hatoyama, fut Premier ministre du 10 décembre 1954 au 23 décembre 1956 et le premier dirigeant du Parti libéral-démocrate (PLD) de 1955 à 1956. Ce dernier et son épouse Kaoru Hatoyama ont eu six enfants dont cinq filles et un fils, Iichirō. 
Il épouse le 23 novembre 1942 Yasuko Ishibashi, fille aînée et héritière du fondateur du fabricant de pneu Bridgestone, Shōjirō Ishibashi, avec qui il a trois enfants dont deux fils qui sont deux figures actuelles de la politique japonaise :
- Kazuko Hatoyama, née en 1943, épouse de Tamon Inoue (1937-2005), universitaire et second fils de Kaoru Inoue, président de la Dai-Ichi Kangyo Bank,
- Yukio Hatoyama, né en 1947, président du Parti démocrate du Japon et Premier ministre de 2009 à 2010,
- Kunio Hatoyama, né en 1948, plusieurs fois ministre (de l'Éducation de 1991 à 1992, du Travail en 1994, de la Justice de 2007 à 2008 et des Affaires intérieures et des Communications de 2008 à 2009), membre du PLD.

Les Hatoyama sont généralement surnommés les « Kennedy japonais ».

## Un haut fonctionnaire des Finances
Il fait sa scolarité au sein de l'école élémentaire Kōtō Shihan (actuelle école élémentaire de l'université de Tsukuba) dans l'ancien arrondissement de Koishikawa (aujourd'hui dans Bunkyō) à Tōkyō jusqu'en 1931, et dans l'ancien lycée public urbain de Kōjimachi (aujourd'hui dans Chiyoda) à Tōkyō dont il sort le 31 mars 1938. Il est diplômé en droit de l'université impériale de Tokyo en mars 1941. Il refuse toutefois de suivre la tradition familiale et les sollicitations de ses parents de devenir avocat ou homme politique, et décide de s'engager dans la fonction publique au sein du ministère du Trésor (nom donné à l'époque au ministère des Finances). Pour une courte durée, puisqu'il est incorporé dans la Marine impériale après le déclenchement de la Guerre du Pacifique entre le Japon et les États-Unis, et envoyé sur le front. Il sert notamment aux Palaos et aux îles Truk durant l'opération Hailstone en février 1944. Le navire sur lequel il est supposé se trouver est coulé et, porté disparu, il est considéré comme mort par le gouvernement japonais qui envoie une couronne mortuaire en signe de condoléances à sa famille. Il ne réapparaît que quatre mois et demi après la fin de la guerre, le 31 décembre 1945, particulièrement amaigri et affaibli. 
Une fois rétabli, il réintègre le ministère du Trésor et son influent bureau du budget en 1946 et, à l'exception d'un bref passage au bureau de la promotion du commerce du ministère du Commerce extérieur et de l'Industrie (MITI) en 1951, y fait toute sa carrière. Il y gravit progressivement les échelons, selon les règles de la méritocratie en vigueur dans l'administration gouvernementale : envoyé en mission d'étude de la situation du nucléaire civil en Suisse, France, Royaume-Uni et États-Unis en 1955, directeur du département des impôts directs au sein de l'Agence fiscale nationale en 1963, directeur général adjoint du bureau du budget du ministère du Trésor en 1964, secrétaire du directeur-général de l'Agence de planification économique Aiichirō Fujiyama de 1965 à 1966, directeur général du bureau de la gestion des biens en 1967 puis de celui du budget en 1968 (à ce poste il voyage en Europe notamment en Suède, Royaume-Uni, Italie et France en 1968, puis aux États-Unis et au Canada en 1970), il est vice-ministre administratif des Finances en 1971 (il s'agit du plus haut poste de fonctionnaire au sein du ministère et de l'un des plus puissants de la bureaucratie japonaise). À ce poste, il est considéré comme un « Méchant » (惡, Waru), nom donné au sein du cercle politique japonais aux fonctionnaires les plus acharnés à défendre la rigueur budgétaire dans un contexte marqué par la forte inflation causée par le « Choc Nixon » de 1971 puis le premier choc pétrolier de 1973, si bien que même le populaire Kakuei Tanaka, Premier ministre de 1972 à 1974 et connu pour facilement contrôler les bureaucrates, aurait déclaré à cette époque : « Je ne peux pas gagner face à Hatoyama ». Il prend sa retraite en juin 1974, à 55 ans et après près de 30 ans de carrière.

## Une carrière politique tardive
Malgré sa méfiance à l'égard du monde politique, Iichirō Hatoyama cède finalement à l'insistance de sa mère Kaoru et aux sollicitations de Kakuei Tanaka qui le pousse à se présenter aux élections à la Chambre des conseillers, la chambre haute de la Diète, du 7 juillet 1974. Fort du prestige de son nom, de la fortune de son épouse et du soutien des plus importantes factions du PLD (les deux factions rivales de Tanaka d'une part et de Yasuhiro Nakasone, cette dernière étant considérée comme l'héritière d'Ichirō Hatoyama), il arrive en quatrième position du scrutin plurinominal majoritaire national avec plus d'1,5 million de voix. Il est réélu le 22 juin 1980 (arrivé troisième de la circonscription nationale avec 2 005 694 voix) et le 6 juillet 1986 (le mode de scrutin ayant changé dans la circonscription nationale, se faisant maintenant à la proportionnelle, il mène la liste PLD qui arrive en première position avec 38,58 % des suffrages exprimés et 22 élus sur 50). 
Au sein du PLD, il adhère à la « Camaraderie pour un nouveau gouvernement » (新政同志会, Shinsei dōshikai), la faction héritière de celle de son père, globalement opposée à la domination au sein du parti du « Club du Jeudi » de Kakuei Tanaka, et dominée à l'époque par Yasuhiro Nakasone. Takeo Miki, surnommé « Monsieur Propre », succédant à Tanaka en décembre 1974, il nomme Iichirō Hatoyama directeur du Bureau de la comptabilité du PLD dans le but de renforcer les finances du parti mises à mal par plusieurs scandales. Mais il se rapproche surtout d'un ancien collègue du ministère des Finances et déjà solide vétéran de la vie politique japonaise, Takeo Fukuda. L'arrivée de ce dernier au poste de Premier ministre après la démission de Takeo Miki le 24 décembre 1976 assure ainsi une ascension politique rapide à Hatoyama puisqu'il le nomme comme ministre des Affaires étrangères, lui confiant un des principaux portefeuilles du Cabinet deux ans seulement après son entrée à la Diète.

Dans son discours d'entrée en fonction à la Diète du 31 janvier 1977, il résume ainsi la politique étrangère du Japon : 
« Les relations d'amitié et de coopération entre le Japon et les États-Unis en tant que voisins de part et d'autre du Pacifique, sont la pierre angulaire de notre politique étrangère. Il est clair également que cette relation coopérative avec les États-Unis, incluant les accords de sécurité, a joué un rôle majeur en assurant la paix et la sécurité du Japon et en nous apportant la prospérité économique. Le gouvernement tient à continuer ses proches consultations avec la nouvelle administration Carter non seulement sur les questions bilatérales mais également sur la totalité des problèmes internationaux d'intérêt commun incluant ceux en Asie, et à maintenir un dialogue continu et de fermes relations de coopération entre nos deux gouvernements sur une perspective mondiale. 

Le Japon et les autres démocraties avancées jouissent aujourd'hui de relations de coopérations proches et multiples entre eux et contribuent grandement à la paix et au développement de la communauté internationale. 
Le gouvernement considère ses relations avec les nations de l'Europe occidentale comme de la plus haute importance, et tient à renforcer la compréhension mutuelle et élargir la coopération avec ces nations sur des questions incluant les problèmes commerciaux. 

Entre le Canada, l'Australie, la Nouvelle-Zélande et nous-même, il existe une prise de conscience commune de plus en plus forte de l'importance de notre coopération mutuelle pour la stabilité et le développement de la région Asie-Pacifique »
Il lance à ce poste les négociations sur le traité de paix et d'amitié entre le Japon et la république populaire de Chine mais celles-ci tombent bientôt dans l'impasse du fait des pressions de l'URSS, le traité n'étant signé finalement que le 12 août 1978, soit huit mois et demi après le départ de Hatoyama du gouvernement. Il s'attache également à renforcer les relations anglo-japonaises en se rendant au Royaume-Uni en novembre 1977. Dans le cadre de la Convention des Nations unies sur le droit de la mer, il doit tout particulièrement négocier et faire des concessions à l'Union soviétique au sujet de la définition des limites entre les zones économiques exclusives respectives des deux pays. Lors du remaniement ministériel du gouvernement Fukuda, il n'est pas reconduit et est remplacé aux affaires étrangères par Sunao Sonoda le 28 novembre 1977. Il reste toutefois directeur de la commission des Affaires étrangères de la Chambre des conseillers de décembre 1977 à juin 1985 et est un membre influent de l'Association d'amitié Japon - URSS à la Diète. Au sein du parti majoritaire, il est président de la Commission spéciale sur les eaux territoriales (et reste donc un acteur privilégié des négociations du Japon dans le cadre de la Convention des Nations unies sur le droit de la mer) de 1981 à 1986, de celle sur l'amendement antitrust de 1983 à 1984 et de la coopération économique internationale de 1986 à 1988. À partir de septembre 1986 il est également vice-président du groupe libéral-démocrate à la Chambre des conseillers et membre du tribunal d'impeachment des juges. Il se retire de la vie politique après la fin de son troisième mandat de conseiller le 26 juillet 1992, et décède, à 75 ans, le 20 décembre 1993.

## Décorations
- 1983 : Grand-croix de la république du Pérou
- 1989 : Ordre du Trésor sacré 1re classe